# Brens (Ain)
Brens egy település Franciaországban, Ain megyében. Lakosainak száma 1117 fő (2022. január 1.). Brens Belley, Peyrieu, Virignin, La Balme és Arboys en Bugey községekkel határos.

## Népesség
A település népességének változása:
| Lakosok száma | 342  | 475  | 638  | 854  | 1200 | 1171 | 1166 | 1144 | 1133 | 1117 |
|               | 1968 | 1982 | 1990 | 2006 | 2013 | 2015 | 2017 | 2019 | 2020 | 2022 |